# Jon Anderson (Leichtathlet)
Jon Anderson (Jon Peter Anderson; * 12. Oktober 1949 in Eugene, Oregon) ist ein ehemaliger US-amerikanischer Langstreckenläufer.
1972 qualifizierte er sich über 10.000 m als Dritter der US-Ausscheidungskämpfe für die Olympischen Spiele in München, bei denen er trotz persönlicher Bestzeit im Vorlauf ausschied.
1973 siegte er beim Boston-Marathon in 2:16:03 h und wurde Vierter beim Fukuoka-Marathon in 2:15:53 h.
1975 gewann er den Nike-OTC Marathon, und 1977 kam er bei den Crosslauf-Weltmeisterschaften in Düsseldorf auf den 106. Platz.
1979 wurde er Neunter beim New-York-City-Marathon, 1980 siegte er erneut beim Nike-OTC Marathon mit seiner persönlichen Bestzeit von 2:12:03 h, und 1981 kam er bei den Belgischen Marathonmeisterschaften als Gastläufer in 2:17:32 h als Erster ins Ziel und siegte beim Honolulu-Marathon in 2:16:54 h. Beim Houston-Marathon 1982 kam er in 2:14:21 h auf den vierten Platz.
1984, im letzten Jahr seiner Karriere, wurde er Fünfter beim Beppu-Ōita-Marathon in 2:13:22 h, siegte beim Australian Marathon in 2:13:18 h und wurde Vierter beim vorolympischen Marathon von Seoul.

## Persönliche Bestzeiten
- 10.000 m: 28:34,2 min, 31. August 1972, München
- Marathon: 2:12:03 h, 7. September 1980, Eugene